# Bureau de Marie-Antoinette

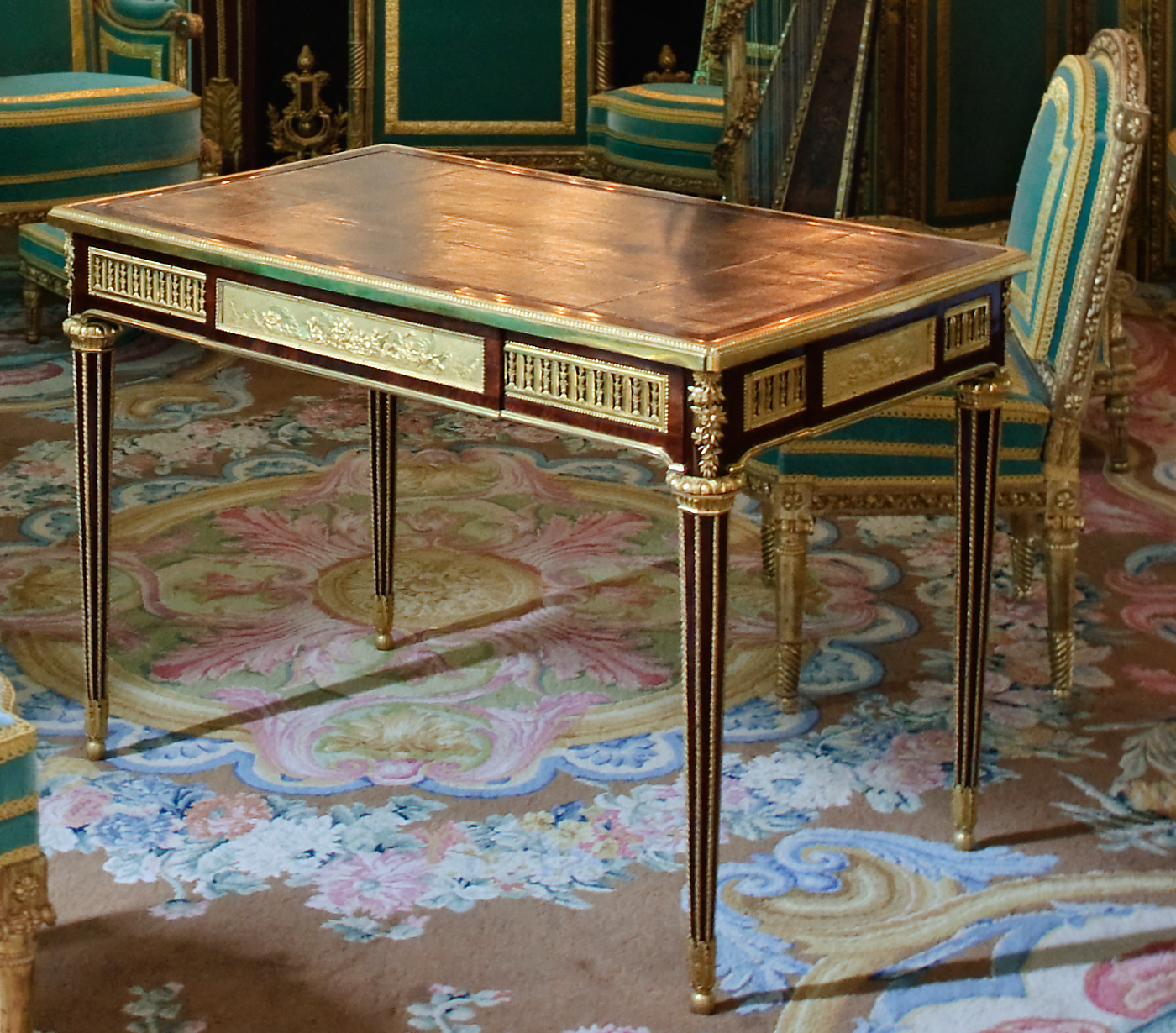
Bureau de Marie-Antoinette par Riesener (1783) - Cabinet doré du Petit Appartement de la Reine à Versailles.

Le bureau de Marie-Antoinette est un petit bureau réalisé par l'ébéniste Jean-Henri Riesener en 1783 pour meubler le hameau de la Reine à Versailles. 

## Historique
C'est l'un des derniers meubles fabriqués pour la reine Marie-Antoinette.

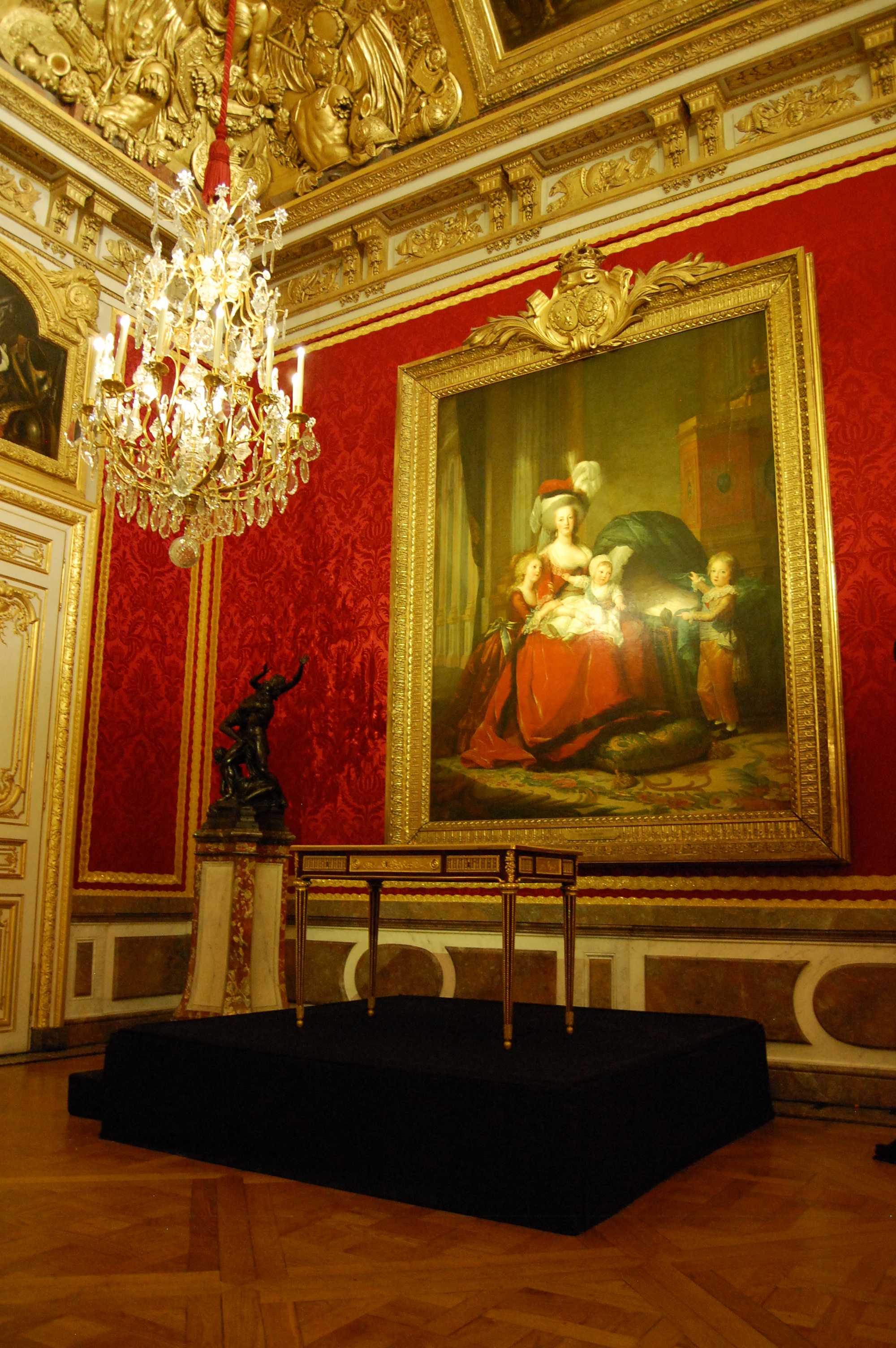
Présentation du Bureau de Marie-Antoinette dans l'antichambre du Grand Couvert le 21 mars 2011 lors de son retour au château de Versailles.

Après avoir été racheté en octobre 1793 par un citoyen Marceau, lors des ventes révolutionnaires de l'An II (17 000 lots), il passe dans la famille Rothschild à la fin du XIXe siècle, où il reste avant d'être acquis par la galerie Kraemer en 1997. L’État français n’avait pu alors s'en porter acquéreur, faute de moyens. 
Grâce aux dispositions de la loi du 1er août 2003 relative au mécénat, aux associations et aux fondations, notamment à l’achat par des entreprises d’œuvres d’intérêt patrimonial majeur destinées aux collections publiques, le bureau a été acquis pour 6,75 millions d’euros par l’État avec le soutien d'entreprises mécènes (LVMH, Sanofi-Aventis). Le 21 mars 2011, Frédéric Mitterrand, ministre de la Culture et de la Communication, a annoncé officiellement son retour au château de Versailles. Le meuble, déclaré « œuvre d'intérêt patrimonial majeur », est installé dans le grand cabinet intérieur de la Reine (dit Cabinet doré) du petit appartement de la reine. En effet, le Hameau de la Reine ne réunit pas les conditions nécessaires à la conservation de ce meuble précieux.
Il y a quelques années, la maison Kraemer avait offert à Versailles l’encrier qui se trouvait sur ce bureau, ignorant alors qu'elle entrerait un jour en possession du meuble lui-même.

## Caractéristiques
- matériaux : placages d'amarante et de sycomore, bronze doré, cuir
- longueur : 111 centimètres
- largeur : 63 centimètres
- hauteur : 76 centimètres
- marques (dessous) : Garde meuble de la Reine, n°84. Il s'agit de la marque circulaire du garde-meuble privé de la souveraine, ainsi que du « CT » couronné désignant la résidence du Trianon. Le numéro 84 précise sa destination initiale : le salon du maison de la reine au Hameau[6].

Les pieds de cette table à écrire sont fuselés et ont une section octogonale. 
Le décor en bronze doré se compose de motifs « à l’antique » et de motifs floraux. Les bas-reliefs en bronze doré décorant les quatre faces représentent des amours musiciens jouant parmi des nuées. 